# Dmytro-Jawornyzkyj-Prospekt
Der Dmytro-Jawornyzkyj-Prospekt (ukrainisch Проспект Дмитра Яворницького Prospekt Dmytra Jawornyzkogo, russisch Проспект Дмитрия Яворницкого Prospekt Dmitrija Jawornizkogo) in Dnipro ist die Haupteinkaufsstraße sowie bedeutendste Prachtstraße des Oblastzentrums. An ihr befinden sich bedeutende administrative wie auch kulturelle Einrichtungen. Die etwa fünf Kilometer lange Straße ist nach dem ukrainischen Ethnographen, Historiker und Lexikographen Dmytro Jawornyzkyj benannt.
Bis 2016 hieß die Straße insgesamt 84 Jahre lang Karl-Marx-Prospekt, nach Karl Marx, bis sie in Übereinstimmung mit dem „Gesetz zum Verbot von kommunistischer und nationalsozialistischer Propaganda“ am 19. Februar 2016 durch Bürgermeister Borys Filatow umbenannt wurde.

## Beschreibung
Der Prospekt zieht sich vom Monument des ewigen Ruhms (ukrainisch Памя'ятник «Вічної Славі», russisch Монумент «Вечной Славы») und endet fünf Kilometer weiter am Hauptbahnhof Dnipro.

## Bebauung und Architektur
Folgende wichtige Gebäude und Plätze befinden sich am Dmytro-Jawornyzky-Prospekt.

### Rajon Sobor
Nachfolgend die Beschreibung des Teils des Dmytro-Jawornyzky-Prospekts, der zum Stadtrajon Sobor gehört.
Nach dem Monument des ewigen Ruhms folgt auf der dem Dnepr zugewandten (östlichen) Seite das Metschnikow-Krankenhaus (ukrainisch Обласна клінічна лікарня ім. Мечникова) zu Ehren des Nobelpreisträgers Ilja Metschnikow.
An der Kreuzung des Dmytro-Jawornyzky-Prospekts mit dem Gagarin-Prospekt steht das Panzerdenkmal zu Ehren von Jefim Grigorjewitsch Puschkin (russisch Ефим Григорьевич Пушкин), von den Einwohnern schlicht „Tank“ genannt und ein beliebter Treffpunkt.
Daran anschließend befindet sich das Historische Museum Dnipro, mit dem daran angrenzenden 120.000 km² großen Soborna-Platz mit darin befindlicher Verklärungskathedrale und dem Diorama zur Schlacht am Dnepr. Dem Museum gegenüber, auf der anderen Straßenseite befindet sich die 1899 eröffnete und damit älteste Hochschuleinrichtung der Stadt, die Nationale Bergbauuniversität der Ukraine mit 12.000 Studenten.
Weiter folgt die Akademie des Zolldienstes der Ukraine und etwas vom Prospekt entfernt die Staatliche Medizinische Akademie des Gesundheitsministeriums der Ukraine sowie die Fakultäten für Geologie, Wirtschaftswissenschaften und Angewandte Mathematik der Nationalen Oles-Hontschar-Universität.

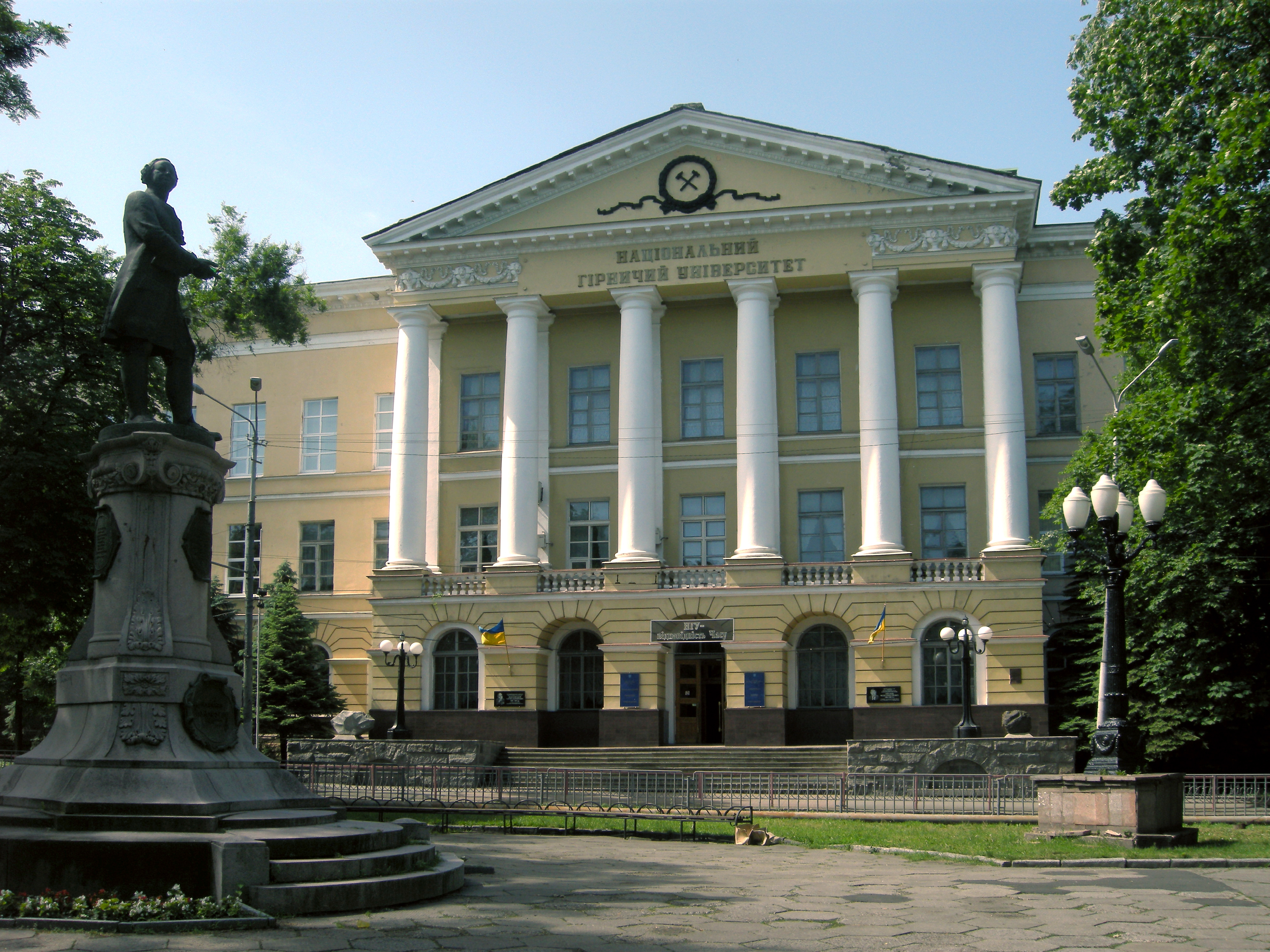
Das Hauptgebäude der Nat. Bergbauuniversität
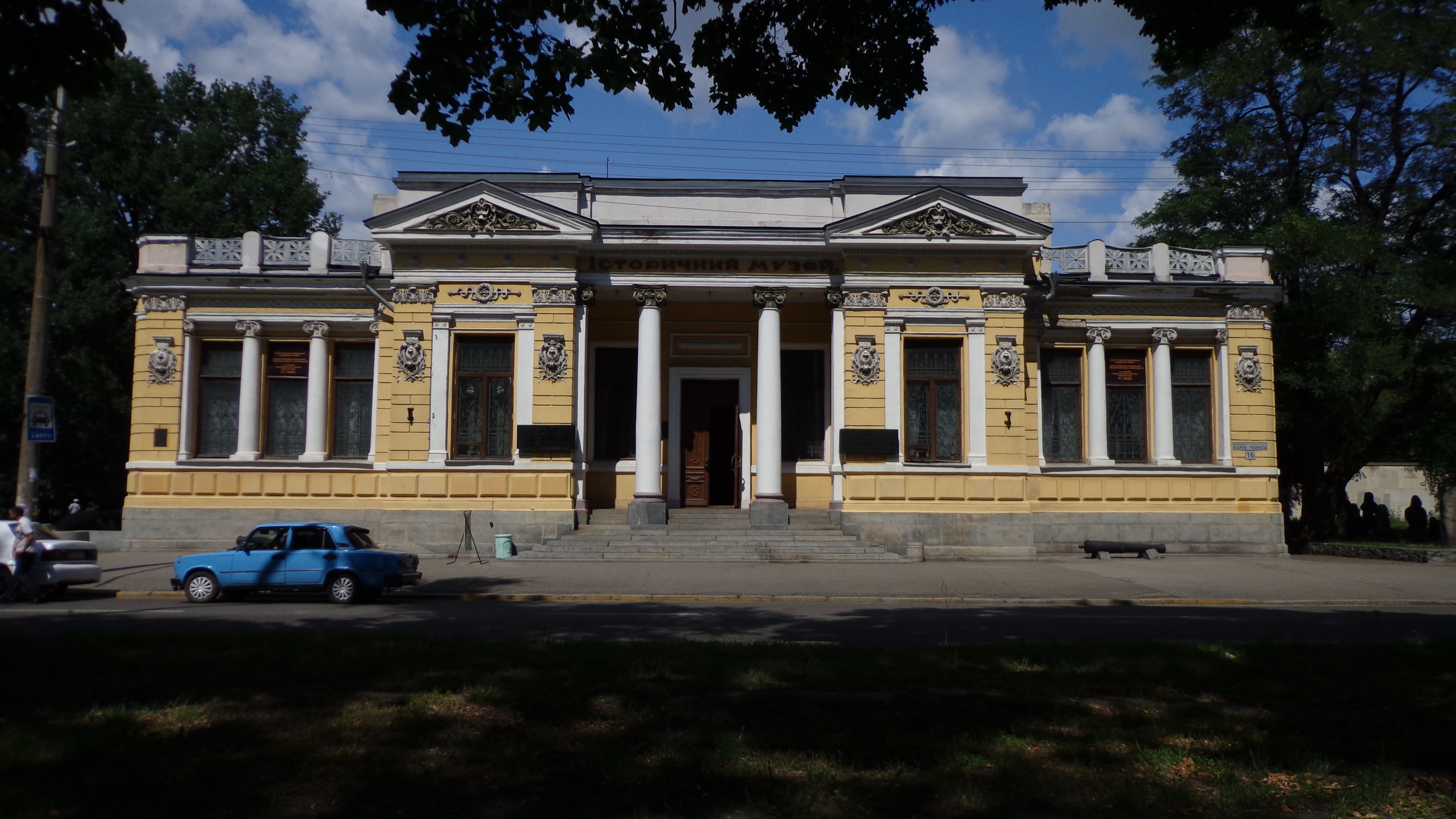
Das Historische Museum
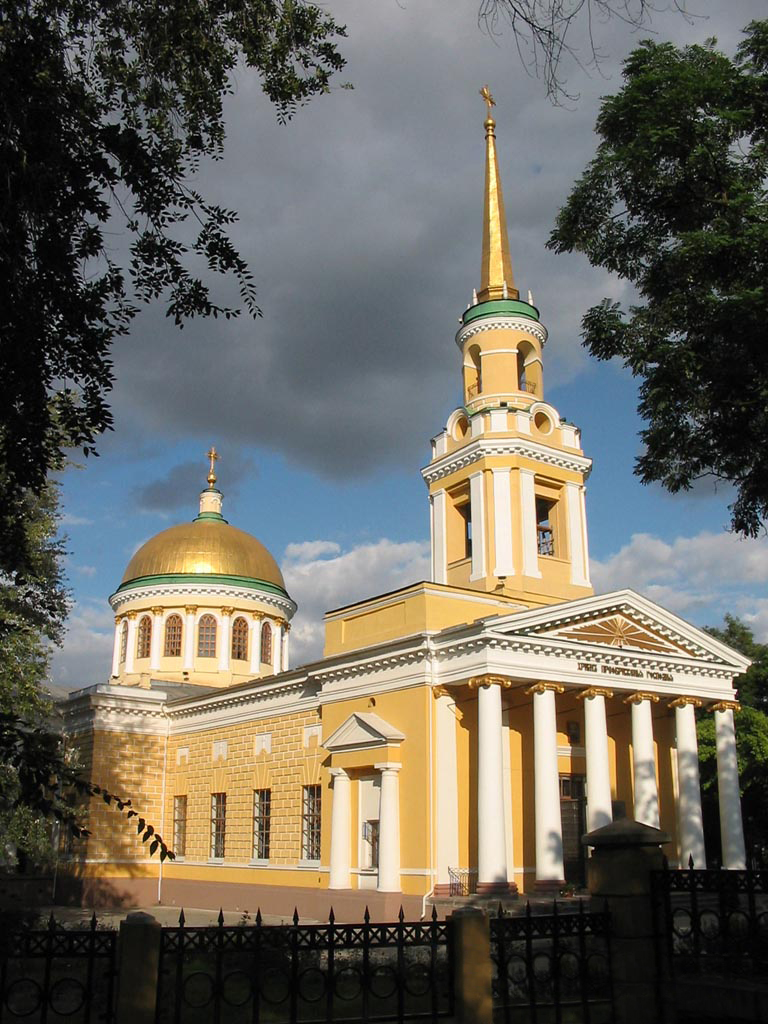
Die Verklärungs- kathedrale

### Rajon Schewtschenko
Nachfolgend die Beschreibung des Teils des Dmytro-Jawornyzky-Prospekts der zum Stadtrajon Schewtschenko gehört.
Am Platz der Helden des Maidans im Stadtzentrum befindet sich unter anderem das Shoppingcenter „Passage“, das Zentralkaufhaus (ukrainisch Центра́льний універса́льний магази́н, russisch Центральный универсальный магазин) und das Grand Hotel „Ukraine“.
An der Kreuzung zur Sonntagstraße (ukr. Воскресенська вулиця) befindet sich die Filiale der Nationalbank der Ukraine in der Oblast Dnipropetrowsk sowie das Haus des Gouverneurs, ein Architekturdenkmal von nationaler Bedeutung und wurde Ende der 1830er Jahre erbaut und der Dniproer Stadtrat.

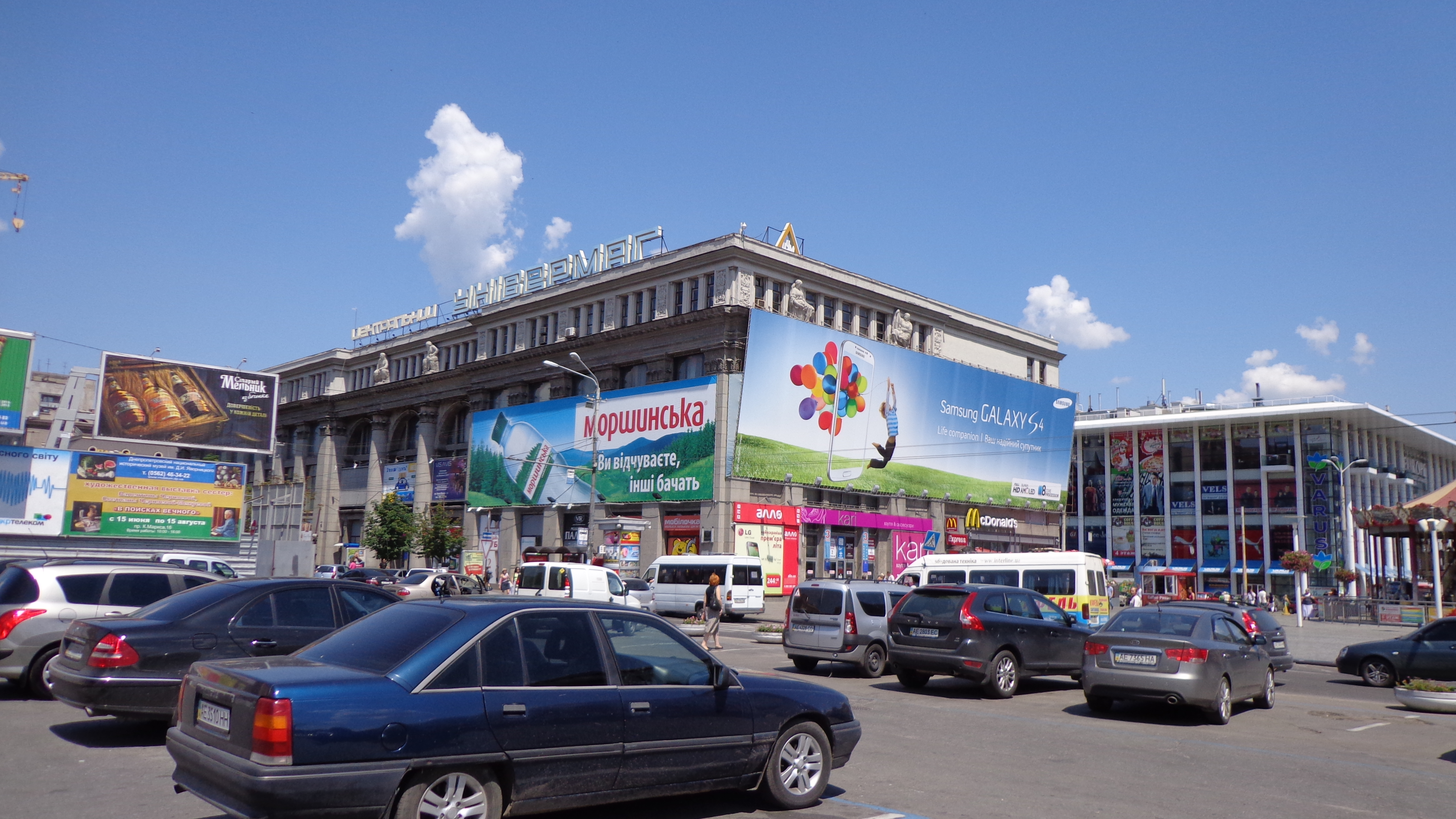
Das Zentralkaufhaus
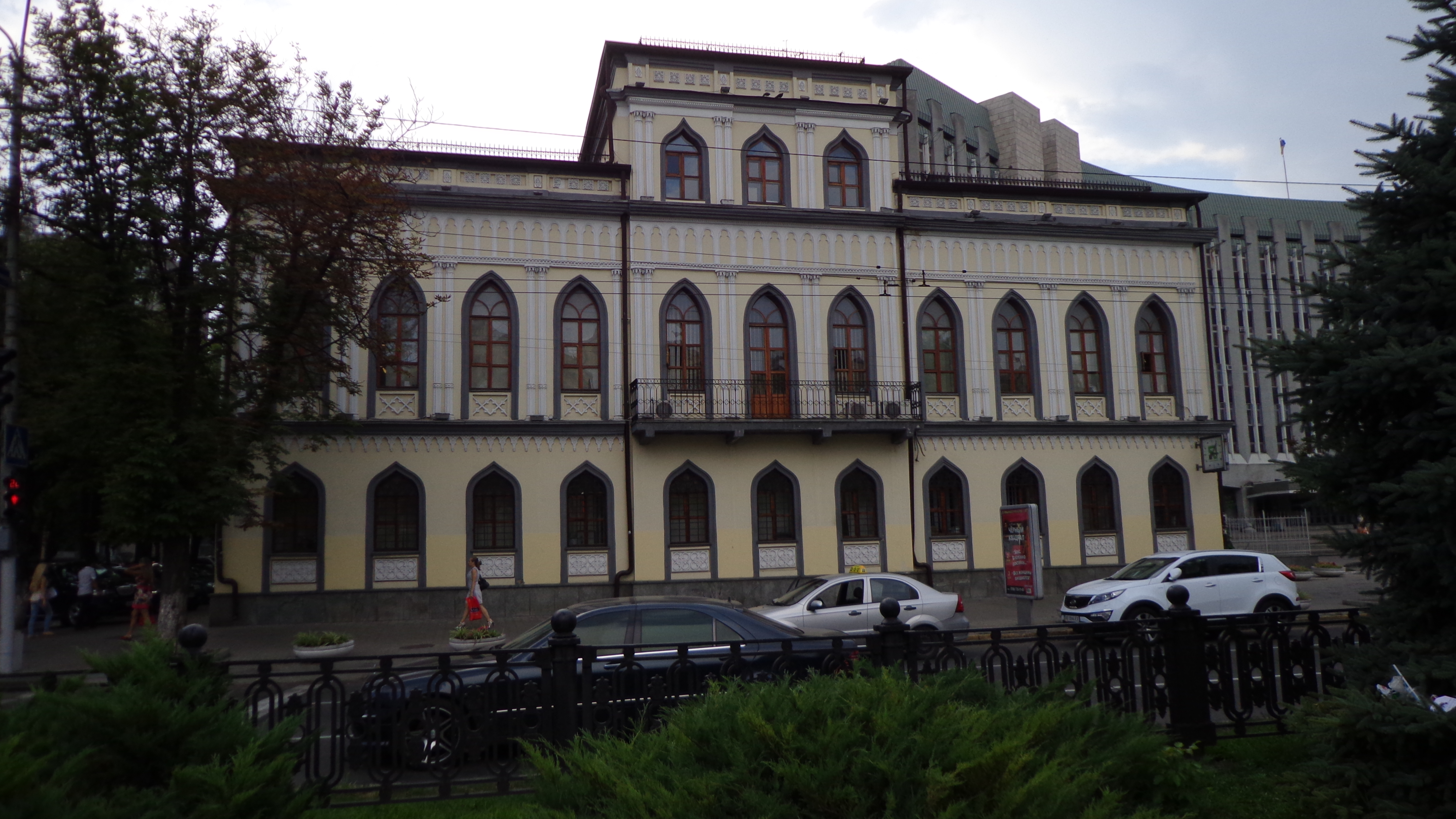
Das Haus des Gouverneurs
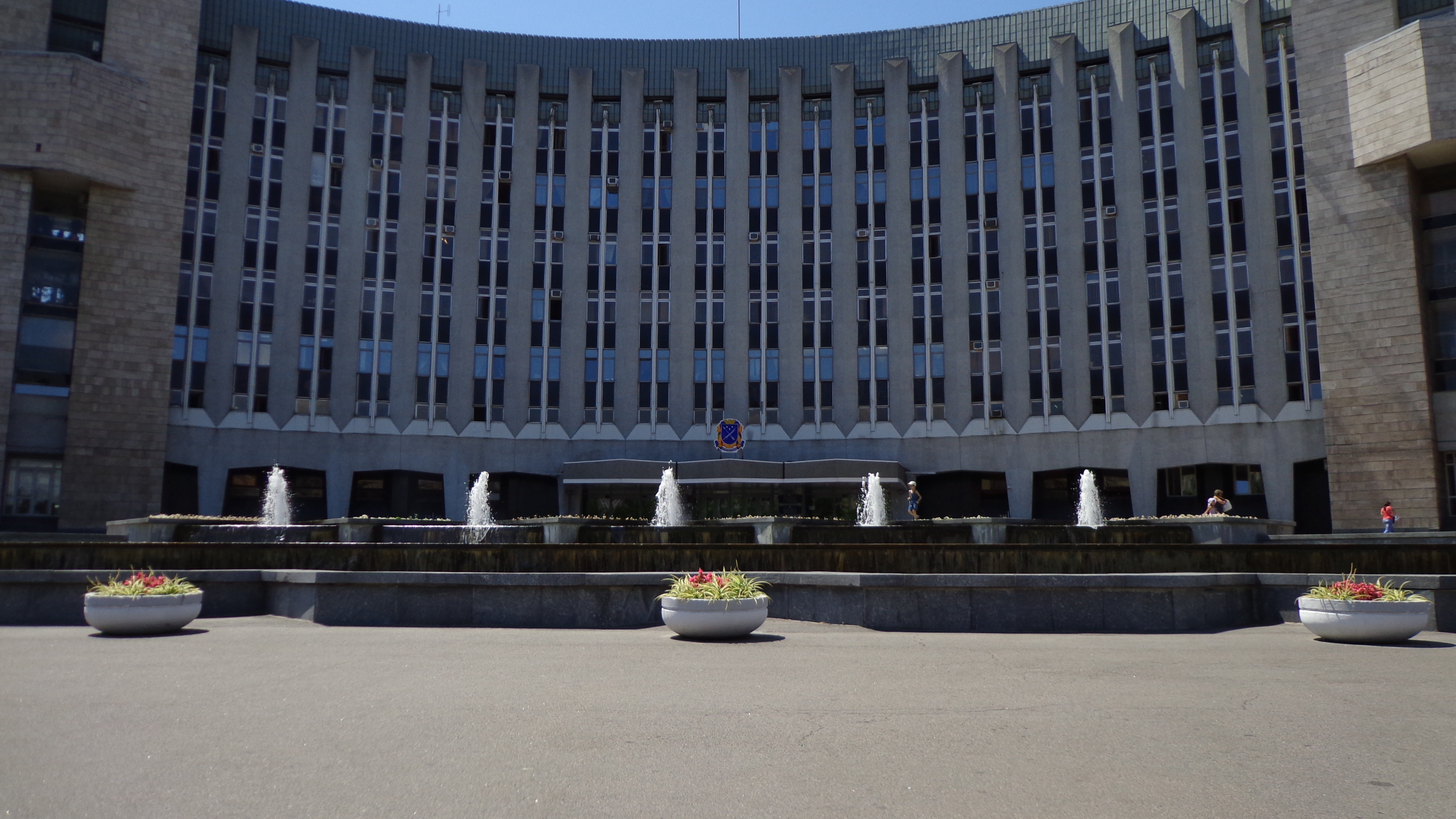
Der Dniproer Stadtrat

### Rajon Zentral
Nachfolgend die Beschreibung des Teils des Dmytro-Jawornyzky-Prospekts der zum Stadtrajon Zentral gehört.
Nach der Kreuzung Andrija Fabra (ehemals Serowa) befindet sich das staatlich-akademische Theater der Oper und des Balletts (ukrainisch Дніпропетровський державний академічний театр опери та балету), das Akademische russisch-dramaturgische Gorki-Theater (ukrainisch, offiziell Дніпропетровський академічний театр російської драми імені Максима Горького) und die katholische St.-Joseph-Kirche (ukrainisch Римо-католицька церква Святого Йосипа) und das Gewerkschaftshaus (ukrainisch Будинок Рад, russisch Дом Союзов).
Lasar-Hloba-Park und ein bisschen abseits das Statistikamt der Oblast Dnipropetrowsk (ukrainisch Головне управління статистики у Дніпропетровській області) die deutsche evangelisch-lutheranische St. Katharina-Kirche (ukrainisch Німецька євангельсько-лютеранська церква Святої Катерини, russisch Немецкая Евангелическо-Лютеранская церковь св.Екатерины).
Hinter dem Lasar-Hloba-Park erstreckt sich der städtische Marktplatz Osjorka an den sich auf der anderen Straßenseite der Hauptbahnhof anschließt.

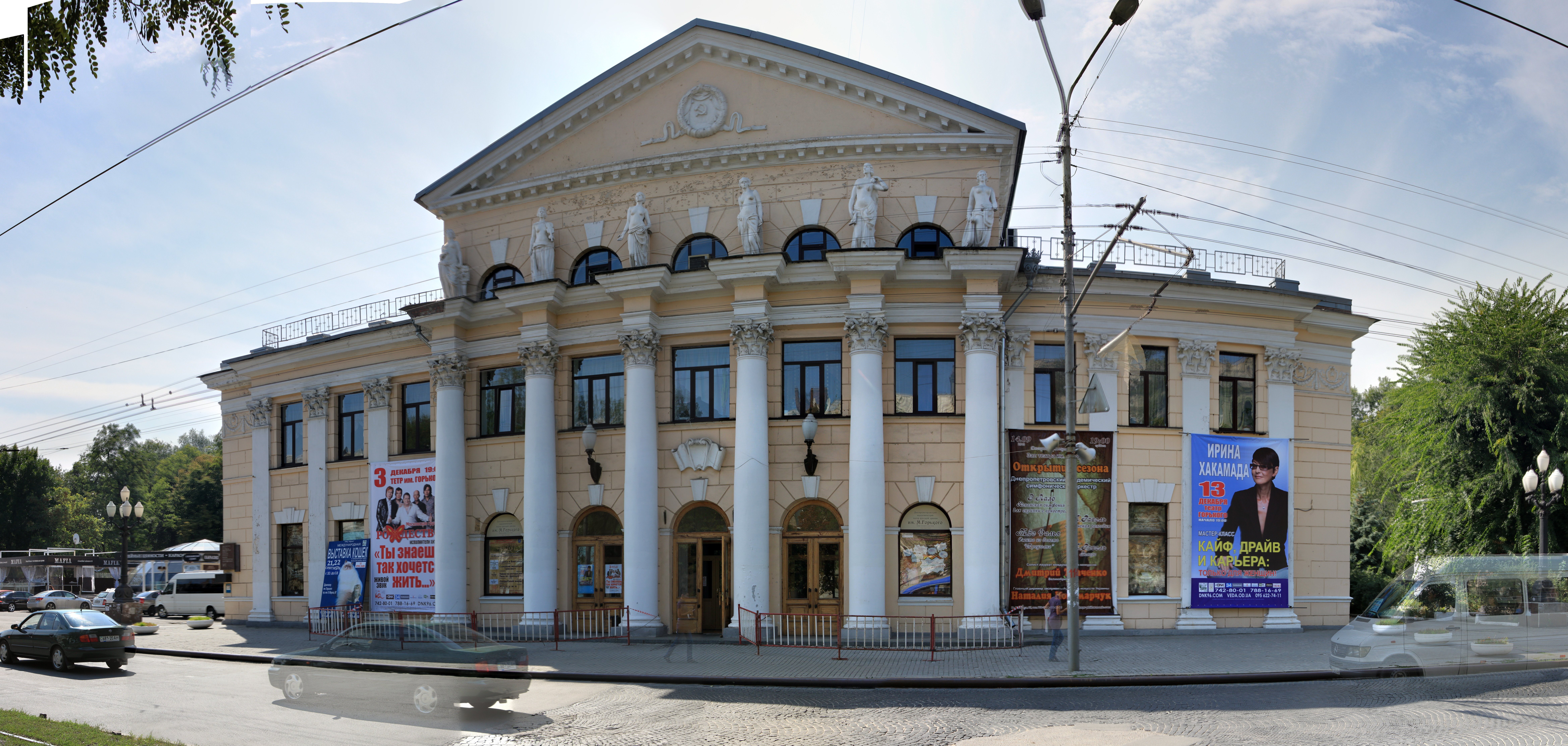
Das Gorki-Theater
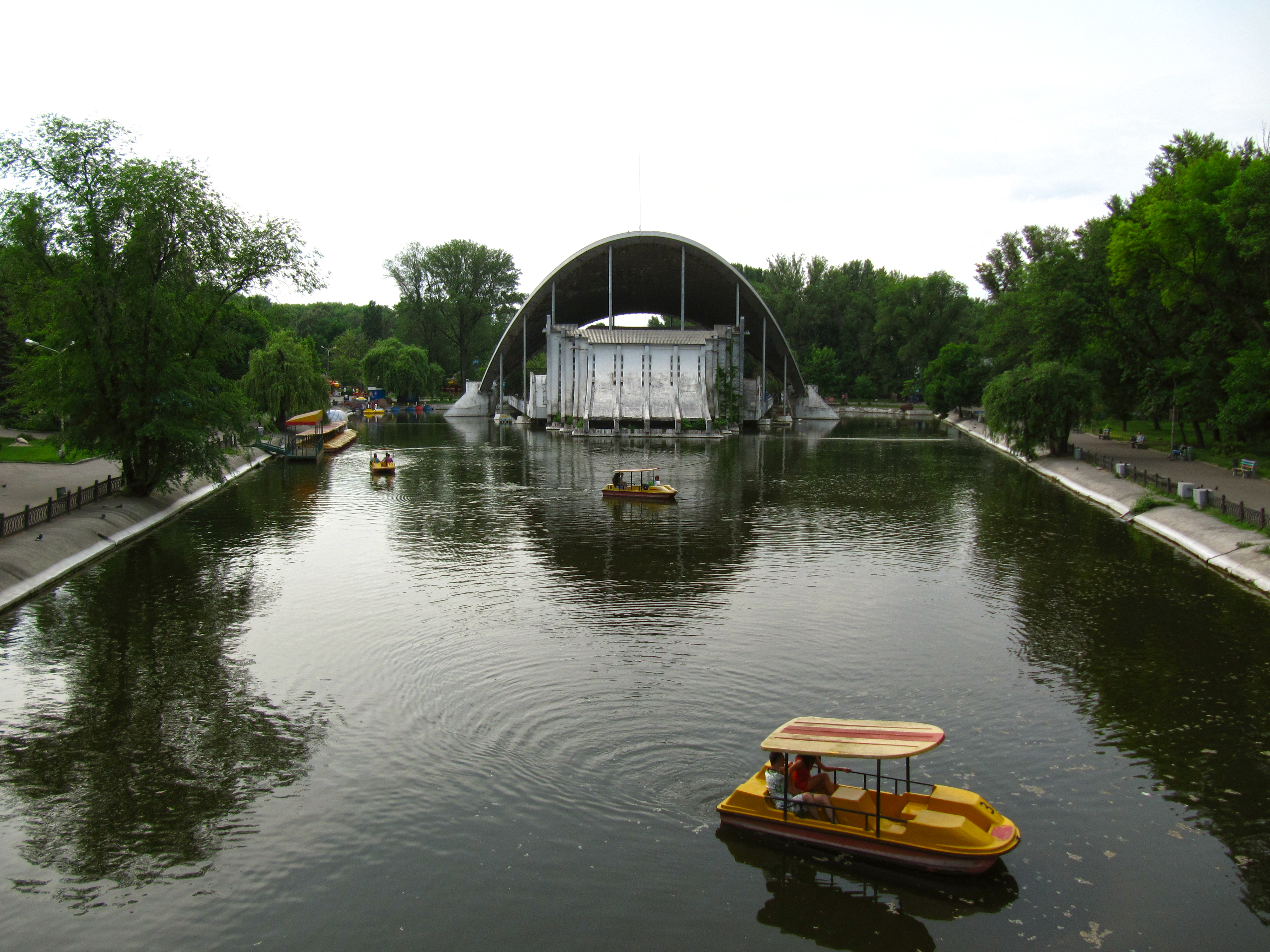
Der Lasar-Hloba-Park